# Scott Weinger
Scott Weinger, est un acteur, scénariste et producteur américain, né le 5 octobre 1975 à Manhattan, (État de New York).
Il est la voix originale parlée du personnage Disney, Aladdin.
De 1991 à 1995, l'acteur se fait connaître du grand public, grâce à son rôle de Steve Hale, dans la sitcom américaine, La Fête à la maison puis dans la suite de 2016, La Fête à la maison : 20 ans après.

## Biographie
Ses parents sont Barbara et Elliott Weinger. Il a un frère Todd Weinger, producteur de cinéma et une sœur Lauren Weinger, actrice. Il a obtenu son diplôme avec mention très bien en littérature anglaise à l'université Harvard en 1998.

### Carrière
De 1991 à 1995, il obtient le rôle de Steve Hale, dans la sitcom, La Fête à la maison.
Il a écrit pour la série Ce que j'aime chez toi, où il a également fait des apparitions et Privileged de The CW.
De 2011 à 2013, il a écrit et produit quelques épisodes de 90210 Beverly Hills : Nouvelle Génération, qui met en vedette Lori Loughlin, rencontré dans la série La Fête à la maison.
Depuis 2016, il est de retour dans le rôle de Steve Hale, dans La Fête à la maison : 20 ans après, diffusée sur Netflix.

### Vie privée
Depuis 2008, il est marié avec Rina Mimoun, scénariste et productrice de télévision. Ensemble, ils ont un fils, Mischa, né en 2009.

## Filmographie

### comme acteur
- 1988 : Police Academy 5 : Débarquement à Miami Beach : L'enfant de l'attaque du requin
- 1988 : Hemingway (feuilleton TV) : Patrick Hemingway
- 1990 : The Family Man (série TV) : Steve Taylor
- 1990 : La fête à la Maison (série TV) : Steve Hale
- 1992 : Aladdin : Aladdin 'Al' / Prince Ali Ababwa (voix)
- 1994 : Le Retour de Jafar (The Return of Jafar) (vidéo) : Aladdin 'Al' (voix)
- 1994 : Aladdin (série télévisée) : Aladdin (voix)
- 1994 : Un chien peut en cacher un autre (The Shaggy Dog) (TV) : Wilbert 'Wilby' Joseph Daniels
- 1995 : Aladdin et le Roi des voleurs (Aladdin and the King of Thieves) (vidéo) : Aladdin (voix)
- 1995 : Aladdin on Ice (TV) : Aladdin (voix)
- 1998 : Aladdin's Arabian Adventures: Team Genie (vidéo) : Aladdin (voix)
- 1998 : Aladdin's Arabian Adventures: Magic Makers (vidéo) : Aladdin (voix)
- 1998 : Aladdin's Arabian Adventures: Fearless Friends (vidéo) : Aladdin (voix)
- 1998 : Aladdin's Arabian Adventures: Creatures of Invention (vidéo) : Aladdin (voix)
- 2001 : Disney's tous en boîte (House of Mouse) (série télévisée) : Aladdin (voix)
- 2001 : Metropolis (Metoroporisu) : Atlas (voix)
- 2002 : Mickey, le club des méchants (Mickey's House of Villains) (vidéo) : Aladdin (voix)
- 2003 : Shredder (vidéo) : Cole Davidson
- 2003 : Roulette : Mike
- 2006 : Ce que j'aime chez toi (série TV) : Officer Rubin (4 épisodes)
- 2008 : Roadside Romeo : Romeo
- 2016-2020 : La Fête à la maison : 20 ans après (Fuller House) : Steve Hale

### comme producteur
- 2002 : The Cricket Player
- 2011-2013 : 90210 Beverly Hills : Nouvelle Génération (45 épisodes)
- 2013-2014 : The Neighbors (22 épisodes)
- 2014-2015 : Black-ish (15 épisodes)
- 2015-2016 : Galavant (16 épisodes)
- 2016 : The Muppets (5 épisodes)
- 2018 : Plan cœur (8 épisodes)[4]

### comme scénariste
- 2003 : La Famille en folie
- 2005 : Ce que j'aime chez toi (3 épisodes)
- 2009 : Privileged (2 épisodes)
- 2010-2013 : 90210 Beverly Hills : Nouvelle Génération (8 épisodes)
- 2013-2014 : The Neighbors (3 épisodes)
- 2015 : Black-ish (1 épisode)
- 2015-2016 : Galavant (2 épisodes)
- 2016 : The Muppets (1 épisode)
- 2018 : Plan cœur (4 épisodes) co-scénariste

## Distinctions
| Année | Cérémonie                                            | Titre                                      | Nomination | Résultat |
| ----- | ---------------------------------------------------- | ------------------------------------------ | ---------- | -------- |
| 1993  | Academy of Science Fiction, Fantasy and Horror Films | Meilleure performance pour un jeune acteur | Aladdin    | Lauréat  |